# 五所川原市立東峰小学校
五所川原市立東峰小学校（ごしょがわらしりつ とうほうしょうがっこう）は、青森県五所川原市大字神山にある公立小学校。

## 概要
- 本校は、2008年4月に長橋・羽野木沢・東の各小学校が統合して設立された学校である。主な進学先は、五所川原第二中学校。
- 校舎は、長橋小学校の施設を継続使用する。

## 沿革
- 2008年（平成20年）
  - 4月1日 - 開校。
  - 4月7日 - 開校式挙行。
- 2019年（令和元年）10月12日 - 創立10周年記念式典挙行[1]。

## 学区
- 豊成、神山、野里、福山、戸沢、松野木、羽野木沢、原子、俵元、持子沢、高野、前田野目の各地区。

## 周辺
- 青森県道36号五所川原金木線
- 長橋溜池
- コミュニティセンター長橋
- ふれあいハウスつつじケ丘

## アクセス
- 五所川原市中心部から車で約10km・約15分。
- 津軽自動車道五所川原東ICから車で約3.3km・約5分。
- なお、「野里」バス停を通る弘南バス高野環状線は、2020年（令和2年）4月1日に廃止された。

## その他
- 2017年（平成29年）11月20日、平成29年7月九州北部豪雨で被害を受けた本校と校名が同じ福岡県東峰村の「東峰小学校」へ、地元で獲れたりんご送った[2]。